# Österreichischer Fußball-Cup 2020/21

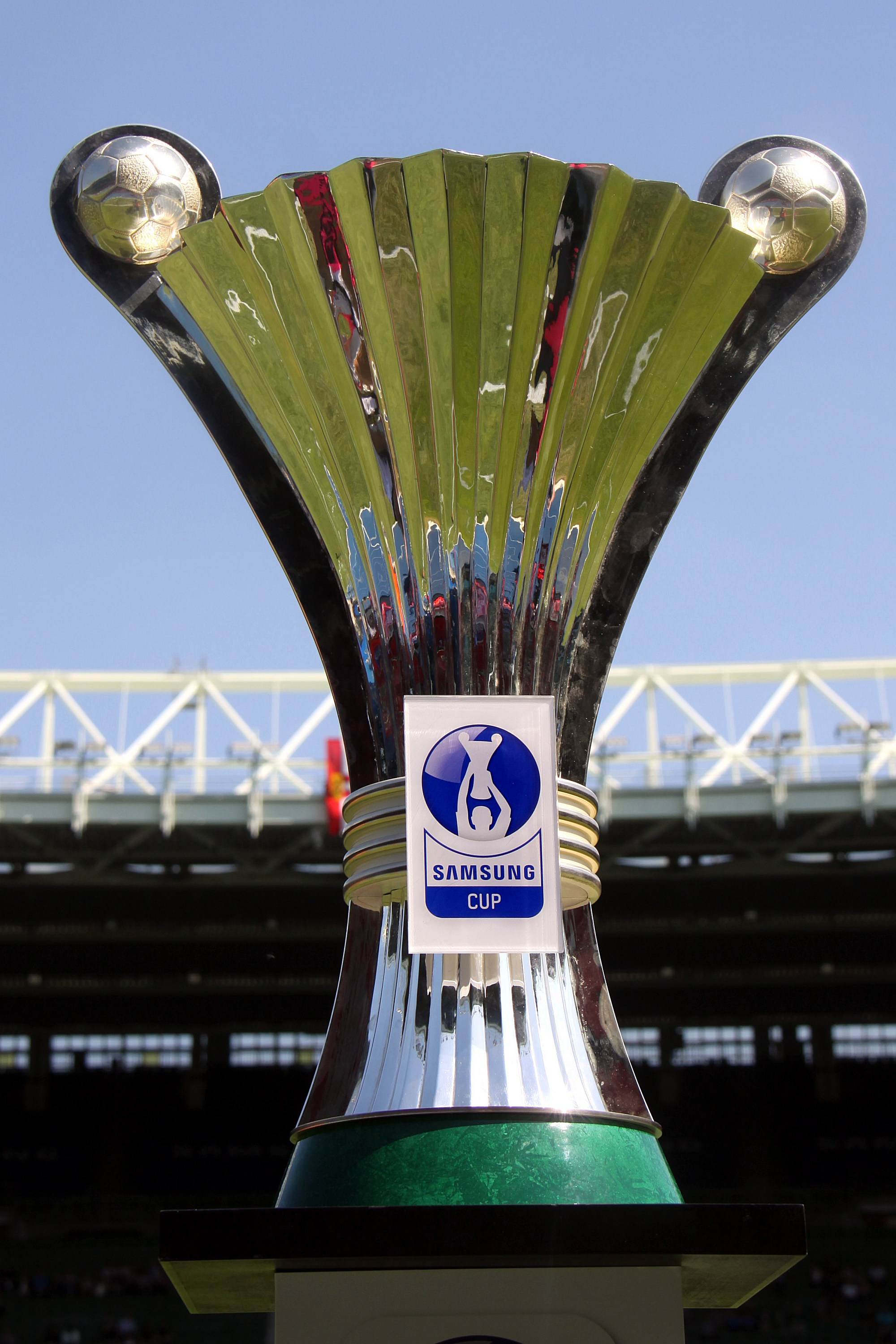
Siegestrophäe für Vereine: ÖFB-Pokal

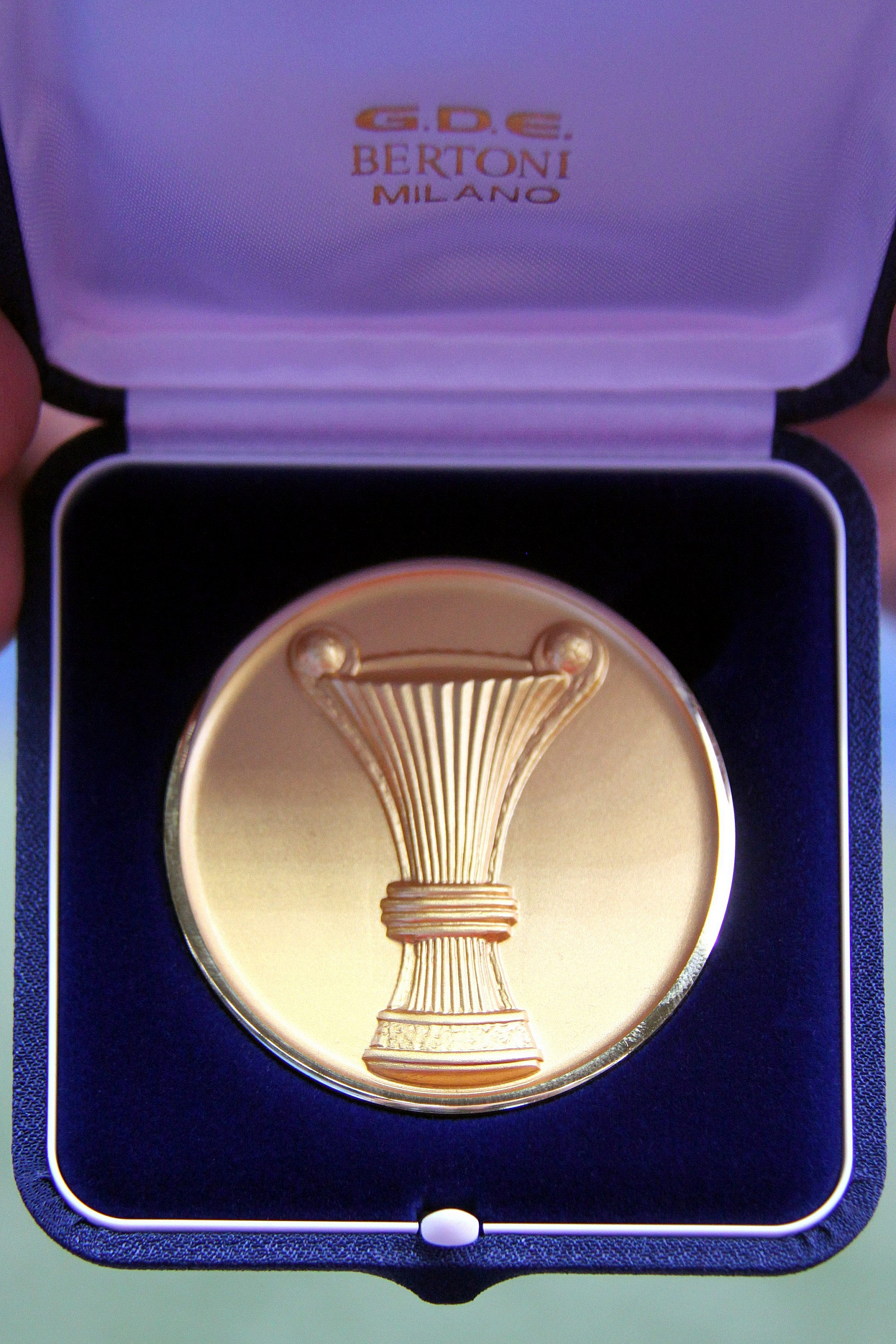
Siegermedaille für Spieler

Der Cup des Österreichischen Fußball-Bundes wurde in der Saison 2020/21 zum 86. Mal ausgespielt. Die offizielle Bezeichnung des Wettbewerbs lautete nach dem Bewerbssponsor Uniqa, der seit 2017 den Bewerb unterstützt, „Uniqa ÖFB Cup“. Der Slogan des Bewerbs lautete „#GlaubeWilleMut“ (bis 2017 „Tore für Europa“). Der Sieger war berechtigt, an der UEFA Europa League 2021/22 teilzunehmen. Da der Pokalsieger schon für die UEFA Champions League qualifiziert war, nimmt der Tabellenvierte der Meisterschaft 2020/21 an der Qualifikation zur UEFA Europa League teil.
Titelverteidiger war der FC Red Bull Salzburg, der zum insgesamt achten Mal den Cup gewann. Torschützenkönige wurden Johannes Eggestein (LASK) und Fabian Schubert (BW Linz) mit je sechs Treffern.

## Teilnehmer
An der ersten Runde nahmen 64 Mannschaften teil. Aus dem Profi-Bereich nahmen die zwölf Mannschaften der Bundesliga (FC Admira Wacker Mödling, SCR Altach, SK Sturm Graz, TSV Hartberg, LASK, FC Red Bull Salzburg, SKN St. Pölten, FK Austria Wien, SK Rapid Wien, Wolfsberger AC, SV Ried, WSG Tirol) und zwölf Mannschaften der 2. Liga (SKU Amstetten, FC Dornbirn 1913, Floridsdorfer AC, Grazer AK, SV Horn, FC Wacker Innsbruck, Kapfenberger SV, SK Austria Klagenfurt, SV Lafnitz, FC Blau-Weiß Linz, SC Austria Lustenau, SK Vorwärts Steyr) teil. Die Zweitmannschaften bzw. Farmteams von Bundesligisten (SK Rapid Wien II, Young Violets, FC Liefering und FC Juniors OÖ) waren nicht spielberechtigt. Der SV Mattersburg wurde zwar mitausgelost, aufgrund dessen Konkurs in der Sommerpause schieden die Burgenländer ersatzlos aus dem Bewerb.
Die restlichen Plätze wurden nach einem festgelegten Schlüssel auf Amateurvereine in den Landesverbänden aufgeteilt:
- 6 Mannschaften:
  - Niederösterreichischer Fußballverband
- 5 Mannschaften:
  - Oberösterreichischer Fußballverband
  - Steirischer Fußballverband
- 4 Mannschaften:
  - Burgenländischer Fußballverband
  - Kärntner Fußballverband
  - Salzburger Fußballverband
  - Tiroler Fußballverband
  - Wiener Fußball-Verband
- 3 Mannschaften:
  - Vorarlberger Fußballverband

| Bundesliga (12) | 2. Liga (12) | Regionalliga Ost (8) |
| --- | --- | --- |
| - FC Admira Wacker Mödling - SCR Altach - SK Sturm Graz - TSV Hartberg - LASK - SV Mattersburg - SV Ried - FC Red Bull Salzburg (M, C) - SKN St. Pölten - WSG Tirol - FK Austria Wien - SK Rapid Wien - Wolfsberger AC | - SKU Amstetten - FC Dornbirn 1913 - Floridsdorfer AC - Grazer AK - SV Horn - FC Wacker Innsbruck - Kapfenberger SV - SK Austria Klagenfurt - SV Lafnitz - FC Blau-Weiß Linz - SC Austria Lustenau - SK Vorwärts Steyr | - ASK-BSC Bruck/Leitha - ASV Draßburg - FC Marchfeld Donauauen - SC Neusiedl am See - SV Stripfing - SC Team Wiener Linien - Wiener Sport-Club - 1. Wiener Neustädter SC                                                                            |
| Regionalliga Mitte (9) | Eliteligen im Westen (10) | Landesligen (12) |
| - USV Allerheiligen - TuS Bad Gleichenberg - FC Gleisdorf 09 - Union Gurten - ATSV Stadl-Paura - USV St. Anna - Union Vöcklamarkt - SC Weiz - WSC Hertha Wels                                                          | - USK Anif (S) - Schwarz-Weiß Bregenz (V) - Dornbirner SV (V) - SV Grödig (S) - VfB Hohenems (V) - SVG Reichenau (T) - SC Schwaz (T) - SV Seekirchen 1945 (S) - TSV St. Johann (S) - SV Wörgl (T)                      | - FC Deutschkreutz (B) - ASKÖ Gmünd (K) - SV Innsbruck (T) - SC Retz (NÖ) - ASV Schrems (NÖ) - ASV Siegendorf (B) - SV St. Jakob/Rosental (K) - SK Treibach (K) - First Vienna FC (W) - SV Wallern (OÖ) - ASK Elektra Wien (W) - ATSV Wolfsberg (K) |

## Prämien
Bedingt durch die COVID-19-Pandemie erhielt in der Saison 2020/21 im ÖFB-Cup der auswärts spielende Verein eine höhere Prämie. Zudem wurden bis inklusive des Achtelfinales die Fahrtkosten für die Auswärtsmannschaft vom Verband getragen.

## Terminkalender
Gemäß Rahmenterminplan 2020/21 wurden folgende Spieltermine fixiert:
- 1. Runde: 28. bis 30. August 2020
- 2. Runde: 16. bis 18. Oktober 2020
- Achtelfinale: 3. bis 5. November 2020
- Viertelfinale: 5. bis 7. Februar 2021
- Halbfinale: 2. und 3. März 2021
- Finale: 1. Mai 2021

## Fernsehübertragungen

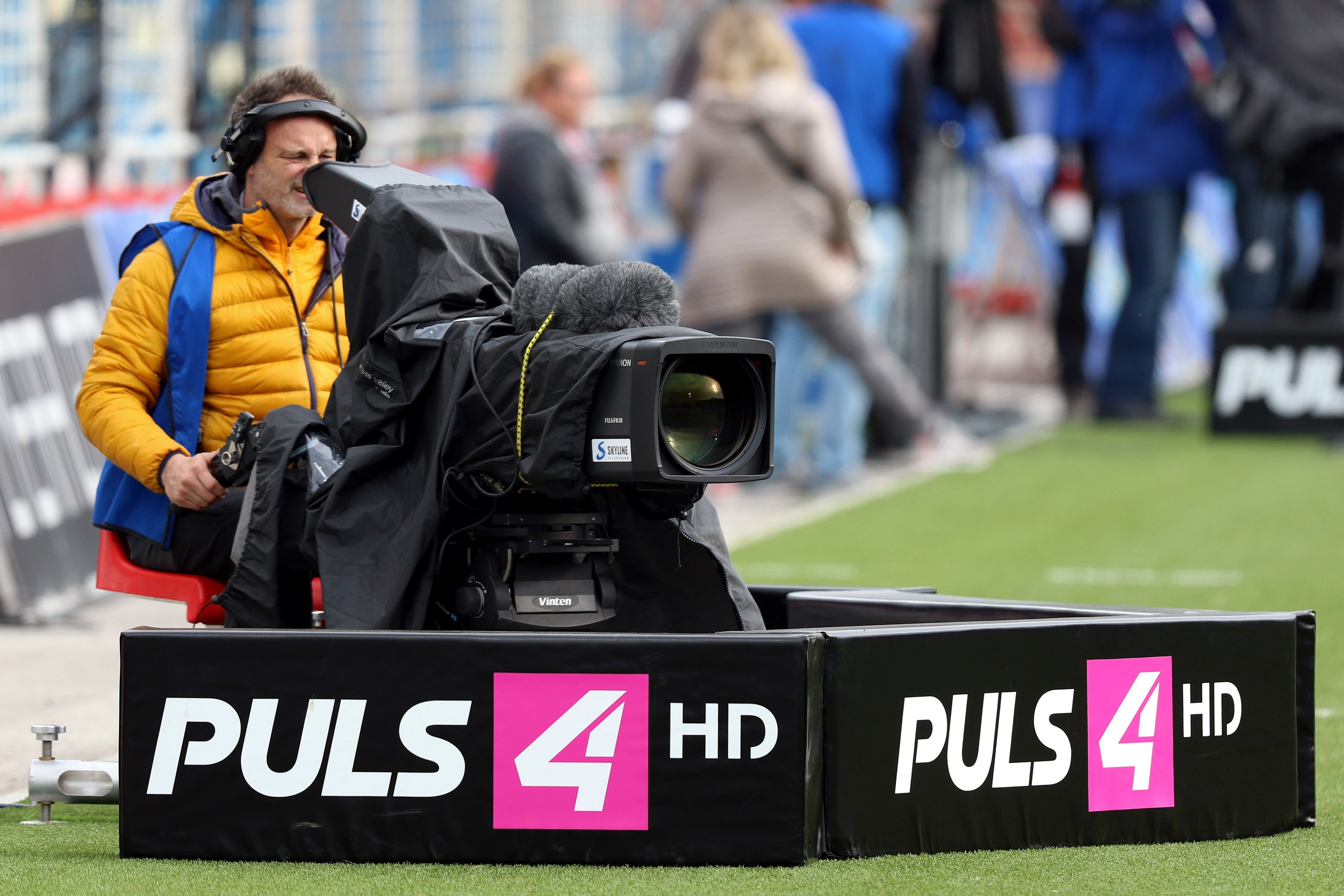
HD-Kamera im Auftrag von Puls 4

Ausgewählte Spiele des Cups werden vom ORF, von ORF SPORT + und von Privatsendern, wie beispielsweise Puls 4, direkt übertragen. Für das Endspiel hat der ORF das Exklusivrecht.

## 1. Runde

### Auslosungsmodus
Die Auslosung der ersten Runde erfolgt am 1. August 2020. Die Auslosung wird vom ORF live übertragen.

### Paarungen der 1. Runde
Die Spiele der 1. Runde wurden für Freitag 28., Samstag, 29. und Sonntag, 30. August 2020 terminiert. Einige Amateurvereine erhielten vom ÖFB nachträglich nach Vorlage eines Corona-Hygienekonzepts ein Heimrecht. Der ASKÖ Gmünd stieg kampflos in die zweite Runde auf, nachdem Mattersburg am 5. August 2020 den Spielbetrieb eingestellt hatte. Acht Spiele mussten aufgrund positiver COVID-Testungen verschoben werden. Davon musste ein Spiel erneut verschoben werden.
| Datum / Zuschauer         | Liga | Liga | Liga | Heimmannschaft | | Gastmannschaft | Ergebnis |
| ------------------------- | --- | --- | --- | --- | --- | --- | --- |
| 28.08.2020 / 1.250        | BL | – | RL | Wolfsberger AC | – | SC Neusiedl am See | 5:2 n. V. (1:0; 2:2) |
| SR: Fröhlacher            | Torschützen: | Torschützen: | Torschützen: | 1:0 (22.) Marc Andre Schmerböck, 2:0 (57.) Cheikhou Dieng, 2:1 (64.) Patrick Kienzl, 2:2 (90.) Niklas Sommerer, 3:2 (96.) Cheikhou Dieng, 4:2 (100.) Michael Liendl, 5:2 (102.) Lukas Schöfl | 1:0 (22.) Marc Andre Schmerböck, 2:0 (57.) Cheikhou Dieng, 2:1 (64.) Patrick Kienzl, 2:2 (90.) Niklas Sommerer, 3:2 (96.) Cheikhou Dieng, 4:2 (100.) Michael Liendl, 5:2 (102.) Lukas Schöfl | 1:0 (22.) Marc Andre Schmerböck, 2:0 (57.) Cheikhou Dieng, 2:1 (64.) Patrick Kienzl, 2:2 (90.) Niklas Sommerer, 3:2 (96.) Cheikhou Dieng, 4:2 (100.) Michael Liendl, 5:2 (102.) Lukas Schöfl | 1:0 (22.) Marc Andre Schmerböck, 2:0 (57.) Cheikhou Dieng, 2:1 (64.) Patrick Kienzl, 2:2 (90.) Niklas Sommerer, 3:2 (96.) Cheikhou Dieng, 4:2 (100.) Michael Liendl, 5:2 (102.) Lukas Schöfl |
| 28.08.2020 / 1.007        | LL | – | RL | First Vienna FC | – | FC Marchfeld Donauauen | 4:0 (2:0) |
| SR: Kouba                 | Torschützen: | Torschützen: | Torschützen: | 1:0 (28.) Mario Konrad, 2:0 (35.) Bernhard Luxbacher, 3:0 (73.) Volkan Düzgün, 4:0 (87.) Thomas Kreuzhuber | 1:0 (28.) Mario Konrad, 2:0 (35.) Bernhard Luxbacher, 3:0 (73.) Volkan Düzgün, 4:0 (87.) Thomas Kreuzhuber | 1:0 (28.) Mario Konrad, 2:0 (35.) Bernhard Luxbacher, 3:0 (73.) Volkan Düzgün, 4:0 (87.) Thomas Kreuzhuber | 1:0 (28.) Mario Konrad, 2:0 (35.) Bernhard Luxbacher, 3:0 (73.) Volkan Düzgün, 4:0 (87.) Thomas Kreuzhuber |
| 28.08.2020 / 300          | EL | – | RL | SV Wörgl | – | Union Vöcklamarkt | 4:2 (2:2) |
| SR: Schadl                | Torschützen: | Torschützen: | Torschützen: | 1:0 (9.) Hamid Aminpur, 2:0 (12.) Hamid Aminpur, 2:1 (15.) Christian Brandl, 2:2 (30.) Benjamin Taferner, 3:2 (51.) Salko Mujanović, 4:2 (78.) Salko Mujanović : Marcel Rohrstorfer (72., Vöcklamarkt) | 1:0 (9.) Hamid Aminpur, 2:0 (12.) Hamid Aminpur, 2:1 (15.) Christian Brandl, 2:2 (30.) Benjamin Taferner, 3:2 (51.) Salko Mujanović, 4:2 (78.) Salko Mujanović : Marcel Rohrstorfer (72., Vöcklamarkt) | 1:0 (9.) Hamid Aminpur, 2:0 (12.) Hamid Aminpur, 2:1 (15.) Christian Brandl, 2:2 (30.) Benjamin Taferner, 3:2 (51.) Salko Mujanović, 4:2 (78.) Salko Mujanović : Marcel Rohrstorfer (72., Vöcklamarkt) | 1:0 (9.) Hamid Aminpur, 2:0 (12.) Hamid Aminpur, 2:1 (15.) Christian Brandl, 2:2 (30.) Benjamin Taferner, 3:2 (51.) Salko Mujanović, 4:2 (78.) Salko Mujanović : Marcel Rohrstorfer (72., Vöcklamarkt) |
| 28.08.2020 / 600          | RL | – | BL | WSC Hertha Wels | – | FC Admira Wacker Mödling | 0:3 (0:2) |
| SR: Schüttengruber        | Torschützen: | Torschützen: | Torschützen: | 0:1 (4., Eigentor) Florian Maier, 0:2 (28.) Aleksandar Ćirković, 0:3 (88.) Aleksandar Ćirković | 0:1 (4., Eigentor) Florian Maier, 0:2 (28.) Aleksandar Ćirković, 0:3 (88.) Aleksandar Ćirković | 0:1 (4., Eigentor) Florian Maier, 0:2 (28.) Aleksandar Ćirković, 0:3 (88.) Aleksandar Ćirković | 0:1 (4., Eigentor) Florian Maier, 0:2 (28.) Aleksandar Ćirković, 0:3 (88.) Aleksandar Ćirković |
| 28.08.2020 / 687          | 2L | – | RL | SK Austria Klagenfurt | – | ATSV Stadl-Paura | 7:1 (2:0) |
| SR: Ciochirca             | Torschützen: | Torschützen: | Torschützen: | 1:0 (1.) Okan Aydın, 2:0 (45+1.) Thorsten Mahrer, 3:0 (48.) Markus Pink, 3:1 (60.) Edwin Skrgic, 4:1 (69.) Okan Aydın, 5:1 (80.) Fabio Markelic, 6:1 (83.) Markus Rusek, 7:1 (89.) Florian Jaritz | 1:0 (1.) Okan Aydın, 2:0 (45+1.) Thorsten Mahrer, 3:0 (48.) Markus Pink, 3:1 (60.) Edwin Skrgic, 4:1 (69.) Okan Aydın, 5:1 (80.) Fabio Markelic, 6:1 (83.) Markus Rusek, 7:1 (89.) Florian Jaritz | 1:0 (1.) Okan Aydın, 2:0 (45+1.) Thorsten Mahrer, 3:0 (48.) Markus Pink, 3:1 (60.) Edwin Skrgic, 4:1 (69.) Okan Aydın, 5:1 (80.) Fabio Markelic, 6:1 (83.) Markus Rusek, 7:1 (89.) Florian Jaritz | 1:0 (1.) Okan Aydın, 2:0 (45+1.) Thorsten Mahrer, 3:0 (48.) Markus Pink, 3:1 (60.) Edwin Skrgic, 4:1 (69.) Okan Aydın, 5:1 (80.) Fabio Markelic, 6:1 (83.) Markus Rusek, 7:1 (89.) Florian Jaritz |
| 28.08.2020 / 300          | RL | – | BL | FC Gleisdorf 09 | – | SV Ried | 3:5 n. E. (0:1, 1:1, 1:1) |
| SR: Ristoskov             | Torschützen: | Torschützen: | Torschützen: | 0:1 (43.) Stefan Nutz, 1:1 (52.) Mark Grosse | 0:1 (43.) Stefan Nutz, 1:1 (52.) Mark Grosse | 0:1 (43.) Stefan Nutz, 1:1 (52.) Mark Grosse | 0:1 (43.) Stefan Nutz, 1:1 (52.) Mark Grosse |
| 28.08.2020 / 750          | LL | – | 2L | SK Treibach | – | SV Horn | 1:2 (0:2) |
| SR: Jandl                 | Torschützen: | Torschützen: | Torschützen: | 0:1 (9.) Ivor Horvat, 0:2 (20.) Michael Cheukoua, 1:2 (62.) Kevin Vaschauner | 0:1 (9.) Ivor Horvat, 0:2 (20.) Michael Cheukoua, 1:2 (62.) Kevin Vaschauner | 0:1 (9.) Ivor Horvat, 0:2 (20.) Michael Cheukoua, 1:2 (62.) Kevin Vaschauner | 0:1 (9.) Ivor Horvat, 0:2 (20.) Michael Cheukoua, 1:2 (62.) Kevin Vaschauner |
| 28.08.2020 / 480          | EL | – | 2L | SV Grödig | – | SKU Amstetten | 1:2 (0:1) |
| SR: Muckenhammer          | Torschützen: | Torschützen: | Torschützen: | 0:1 (20.) Sebastian Dirnberger, 1:1 (56.) Mersudin Jukić, 1:2 (90.) Marco Stark | 0:1 (20.) Sebastian Dirnberger, 1:1 (56.) Mersudin Jukić, 1:2 (90.) Marco Stark | 0:1 (20.) Sebastian Dirnberger, 1:1 (56.) Mersudin Jukić, 1:2 (90.) Marco Stark | 0:1 (20.) Sebastian Dirnberger, 1:1 (56.) Mersudin Jukić, 1:2 (90.) Marco Stark |
| 28.08.2020 / 250          | 2L | – | EL | Kapfenberger SV | – | USK Anif | 5:1 (5:1) |
| SR: Gmeiner               | Torschützen: | Torschützen: | Torschützen: | 1:0 (1.) Marvin Hernaus, 1:1 (9.) Mario Lürzer, 2:1 (22.) Marvin Hernaus, 3:1 (29.) Marvin Hernaus, 4:1 (35.) Dino Musija, 5:1 (45.) Paul Mensah | 1:0 (1.) Marvin Hernaus, 1:1 (9.) Mario Lürzer, 2:1 (22.) Marvin Hernaus, 3:1 (29.) Marvin Hernaus, 4:1 (35.) Dino Musija, 5:1 (45.) Paul Mensah | 1:0 (1.) Marvin Hernaus, 1:1 (9.) Mario Lürzer, 2:1 (22.) Marvin Hernaus, 3:1 (29.) Marvin Hernaus, 4:1 (35.) Dino Musija, 5:1 (45.) Paul Mensah | 1:0 (1.) Marvin Hernaus, 1:1 (9.) Mario Lürzer, 2:1 (22.) Marvin Hernaus, 3:1 (29.) Marvin Hernaus, 4:1 (35.) Dino Musija, 5:1 (45.) Paul Mensah |
| 28.08.2020 / 1.250        | BL | – | LL | SK Sturm Graz | – | SV Innsbruck | 8:0 (5:0) |
| SR: Eisner                | Torschützen: | Torschützen: | Torschützen: | 1:0 (4.) Bekim Balaj, 2:0 (9., Eigentor) René Waldhart, 3:0 (14.) Jon Gorenc Stankovič, 4:0 (28.) Bekim Balaj, 5:0 (34.) Kevin Friesenbichler, 6:0 (66.) Stefan Hierländer, 7:0 (82.) Sebastian Zettl, 8:0 (86.) Bekim Balaj : René Waldhart (74., Innsbruck)                                                               | 1:0 (4.) Bekim Balaj, 2:0 (9., Eigentor) René Waldhart, 3:0 (14.) Jon Gorenc Stankovič, 4:0 (28.) Bekim Balaj, 5:0 (34.) Kevin Friesenbichler, 6:0 (66.) Stefan Hierländer, 7:0 (82.) Sebastian Zettl, 8:0 (86.) Bekim Balaj : René Waldhart (74., Innsbruck)                                                               | 1:0 (4.) Bekim Balaj, 2:0 (9., Eigentor) René Waldhart, 3:0 (14.) Jon Gorenc Stankovič, 4:0 (28.) Bekim Balaj, 5:0 (34.) Kevin Friesenbichler, 6:0 (66.) Stefan Hierländer, 7:0 (82.) Sebastian Zettl, 8:0 (86.) Bekim Balaj : René Waldhart (74., Innsbruck)                                                               | 1:0 (4.) Bekim Balaj, 2:0 (9., Eigentor) René Waldhart, 3:0 (14.) Jon Gorenc Stankovič, 4:0 (28.) Bekim Balaj, 5:0 (34.) Kevin Friesenbichler, 6:0 (66.) Stefan Hierländer, 7:0 (82.) Sebastian Zettl, 8:0 (86.) Bekim Balaj : René Waldhart (74., Innsbruck)                                                               |
| 29.08.2020                | LL | – | BL | ATSV Wolfsberg | – | SKN St. Pölten | 1:3 (0:2) |
| SR: Harkam                | Torschützen: | Torschützen: | Torschützen: | 0:1 (21.) Kofi Schulz, 0:2 (35.) George Davies, 0:3 (61.) Ahmet Muhamedbegovic, 1:3 (79.) Alexander Kienleitner | 0:1 (21.) Kofi Schulz, 0:2 (35.) George Davies, 0:3 (61.) Ahmet Muhamedbegovic, 1:3 (79.) Alexander Kienleitner | 0:1 (21.) Kofi Schulz, 0:2 (35.) George Davies, 0:3 (61.) Ahmet Muhamedbegovic, 1:3 (79.) Alexander Kienleitner | 0:1 (21.) Kofi Schulz, 0:2 (35.) George Davies, 0:3 (61.) Ahmet Muhamedbegovic, 1:3 (79.) Alexander Kienleitner |
| 29.08.2020 / 550          | 2L | – | RL | FC Dornbirn 1913 | – | USV Allerheiligen | 1:3 (0:3) |
| SR: Talic                 | Torschützen: | Torschützen: | Torschützen: | 0:1 (16.) Franko Knez, 0:2 (30.) Daniel Bernsteiner, 0:3 (36.) Jure Perger, 1:3 (61.) Egzon Shabani | 0:1 (16.) Franko Knez, 0:2 (30.) Daniel Bernsteiner, 0:3 (36.) Jure Perger, 1:3 (61.) Egzon Shabani | 0:1 (16.) Franko Knez, 0:2 (30.) Daniel Bernsteiner, 0:3 (36.) Jure Perger, 1:3 (61.) Egzon Shabani | 0:1 (16.) Franko Knez, 0:2 (30.) Daniel Bernsteiner, 0:3 (36.) Jure Perger, 1:3 (61.) Egzon Shabani |
| 29.08.2020 / 254          | 2L | – | RL | Floridsdorfer AC | – | ASV Draßburg | 3:0 (1:0) |
| SR: Kijas                 | Torschützen: | Torschützen: | Torschützen: | 1:0 (42.) Anthony Schmid, 2:0 (58.) Bernhard Fila, 3:0 (85.) Tolga Günes | 1:0 (42.) Anthony Schmid, 2:0 (58.) Bernhard Fila, 3:0 (85.) Tolga Günes | 1:0 (42.) Anthony Schmid, 2:0 (58.) Bernhard Fila, 3:0 (85.) Tolga Günes | 1:0 (42.) Anthony Schmid, 2:0 (58.) Bernhard Fila, 3:0 (85.) Tolga Günes |
| 29.08.2020 / 700          | 2L | – | RL | SC Austria Lustenau | – | SV Stripfing | 1:2 (0:0) |
| SR: Jäger                 | Torschützen: | Torschützen: | Torschützen: | 0:1 (58., Eigentor) Michael Lageder, 0:2 (64.) Benjamin Sulimani, 1:2 (81.) Christoph Freitag | 0:1 (58., Eigentor) Michael Lageder, 0:2 (64.) Benjamin Sulimani, 1:2 (81.) Christoph Freitag | 0:1 (58., Eigentor) Michael Lageder, 0:2 (64.) Benjamin Sulimani, 1:2 (81.) Christoph Freitag | 0:1 (58., Eigentor) Michael Lageder, 0:2 (64.) Benjamin Sulimani, 1:2 (81.) Christoph Freitag |
| 29.08.2020 / 480          | RL | – | 2L | TuS Bad Gleichenberg | – | SV Lafnitz | 0:1 n. V. |
| SR: Barmaksiz             | Torschützen: | Torschützen: | Torschützen: | 0:1 (100.) Fabian Wohlmuth | 0:1 (100.) Fabian Wohlmuth | 0:1 (100.) Fabian Wohlmuth | 0:1 (100.) Fabian Wohlmuth |
| 29.08.2020 / 450          | LL | – | 2L | ASV Schrems | – | FC Wacker Innsbruck | 1:3 (1:3) |
| SR: Sadikovski            | Torschützen: | Torschützen: | Torschützen: | 1:0 (9.) Marek Jungr, 1:1 (27.) Florian Jamnig, 1:2 (37.) Atsushi Zaizen, 1:3 (43.) Florian Jamnig | 1:0 (9.) Marek Jungr, 1:1 (27.) Florian Jamnig, 1:2 (37.) Atsushi Zaizen, 1:3 (43.) Florian Jamnig | 1:0 (9.) Marek Jungr, 1:1 (27.) Florian Jamnig, 1:2 (37.) Atsushi Zaizen, 1:3 (43.) Florian Jamnig | 1:0 (9.) Marek Jungr, 1:1 (27.) Florian Jamnig, 1:2 (37.) Atsushi Zaizen, 1:3 (43.) Florian Jamnig |
| 29.08.2020 / 400          | BL | – | RL | WSG Tirol | – | USV St. Anna | 3:1 (0:1) |
| SR: Heiß                  | Torschützen: | Torschützen: | Torschützen: | 0:1 (30.) Alexander Thurner-Seebacher, 1:1 (52.) Zlatko Dedič, 2:1 (58.) Nemanja Celic, 3:1 (86.) Tobias Anselm | 0:1 (30.) Alexander Thurner-Seebacher, 1:1 (52.) Zlatko Dedič, 2:1 (58.) Nemanja Celic, 3:1 (86.) Tobias Anselm | 0:1 (30.) Alexander Thurner-Seebacher, 1:1 (52.) Zlatko Dedič, 2:1 (58.) Nemanja Celic, 3:1 (86.) Tobias Anselm | 0:1 (30.) Alexander Thurner-Seebacher, 1:1 (52.) Zlatko Dedič, 2:1 (58.) Nemanja Celic, 3:1 (86.) Tobias Anselm |
| 29.08.2020                | LL | – | BL | ASV Siegendorf | – | LASK | 0:3 (0:0) |
| SR: Hameter               | Torschützen: | Torschützen: | Torschützen: | 0:1 (54.) Andreas Gruber, 0:2 (73.) Husein Balić, 0:3 (89.) Marko Raguž | 0:1 (54.) Andreas Gruber, 0:2 (73.) Husein Balić, 0:3 (89.) Marko Raguž | 0:1 (54.) Andreas Gruber, 0:2 (73.) Husein Balić, 0:3 (89.) Marko Raguž | 0:1 (54.) Andreas Gruber, 0:2 (73.) Husein Balić, 0:3 (89.) Marko Raguž |
| 30.08.2020 / 542          | EL | – | BL | Dornbirner SV | – | TSV Hartberg | 0:7 (0:3) |
| SR: Ouschan               | Torschützen: | Torschützen: | Torschützen: | 0:1 (17.) Dario Tadić, 0:2 (36.) Lukas Ried, 0:3 (43.) Felix Luckeneder, 0:4 (55.) Manfred Gollner, 0:5 (64.) Felix Luckeneder, 0:6 (73.) Jürgen Heil, 0:7 (84.) Stefan Rakowitz : Sercan Altuntas (27., Dornbirn) | 0:1 (17.) Dario Tadić, 0:2 (36.) Lukas Ried, 0:3 (43.) Felix Luckeneder, 0:4 (55.) Manfred Gollner, 0:5 (64.) Felix Luckeneder, 0:6 (73.) Jürgen Heil, 0:7 (84.) Stefan Rakowitz : Sercan Altuntas (27., Dornbirn) | 0:1 (17.) Dario Tadić, 0:2 (36.) Lukas Ried, 0:3 (43.) Felix Luckeneder, 0:4 (55.) Manfred Gollner, 0:5 (64.) Felix Luckeneder, 0:6 (73.) Jürgen Heil, 0:7 (84.) Stefan Rakowitz : Sercan Altuntas (27., Dornbirn) | 0:1 (17.) Dario Tadić, 0:2 (36.) Lukas Ried, 0:3 (43.) Felix Luckeneder, 0:4 (55.) Manfred Gollner, 0:5 (64.) Felix Luckeneder, 0:6 (73.) Jürgen Heil, 0:7 (84.) Stefan Rakowitz : Sercan Altuntas (27., Dornbirn) |
| 30.08.2020 / Geisterspiel | BL | – | LL | FK Austria Wien | – | SC Retz | 5:0 (1:0) |
| SR:Weinberger             | Torschützen: | Torschützen: | Torschützen: | 1:0 (43.) Maximilian Sax, 2:0 (48.) Christoph Monschein, 3:0 (76.) Benedikt Pichler, 4:0 (88., Eigentor) Edin Planić, 5:0 (90.) Manprit Sarkaria | 1:0 (43.) Maximilian Sax, 2:0 (48.) Christoph Monschein, 3:0 (76.) Benedikt Pichler, 4:0 (88., Eigentor) Edin Planić, 5:0 (90.) Manprit Sarkaria | 1:0 (43.) Maximilian Sax, 2:0 (48.) Christoph Monschein, 3:0 (76.) Benedikt Pichler, 4:0 (88., Eigentor) Edin Planić, 5:0 (90.) Manprit Sarkaria | 1:0 (43.) Maximilian Sax, 2:0 (48.) Christoph Monschein, 3:0 (76.) Benedikt Pichler, 4:0 (88., Eigentor) Edin Planić, 5:0 (90.) Manprit Sarkaria |
| 30.08.2020 / 1.250        | BL | – | EL | SK Rapid Wien | – | TSV St. Johann | 5:0 (2:0) |
| SR: Lechner               | Torschützen: | Torschützen: | Torschützen: | 1:0 (12.) Taxiarchis Foundas, 2:0 (22.) Ercan Kara, 3:0 (48.) Taxiarchis Foundas, 4:0 (50.) Taxiarchis Foundas, 5:0 (89.) Yusuf Demir | 1:0 (12.) Taxiarchis Foundas, 2:0 (22.) Ercan Kara, 3:0 (48.) Taxiarchis Foundas, 4:0 (50.) Taxiarchis Foundas, 5:0 (89.) Yusuf Demir | 1:0 (12.) Taxiarchis Foundas, 2:0 (22.) Ercan Kara, 3:0 (48.) Taxiarchis Foundas, 4:0 (50.) Taxiarchis Foundas, 5:0 (89.) Yusuf Demir | 1:0 (12.) Taxiarchis Foundas, 2:0 (22.) Ercan Kara, 3:0 (48.) Taxiarchis Foundas, 4:0 (50.) Taxiarchis Foundas, 5:0 (89.) Yusuf Demir |
| 30.08.2020 / 1.250        | 2L | – | EL | Grazer AK | – | SV Seekirchen 1945 | 0:1 (0:1) |
| SR: Ebner                 | Torschützen: | Torschützen: | Torschützen: | 0:1 (29.) Olugbemiga Ogunlade | 0:1 (29.) Olugbemiga Ogunlade | 0:1 (29.) Olugbemiga Ogunlade | 0:1 (29.) Olugbemiga Ogunlade |
| 30.08.2020 / 600          | 2L | – | RL | FC Blau-Weiß Linz | – | SC Team Wiener Linien | 5:1 (3:0) |
| SR: Fluch                 | Torschützen: | Torschützen: | Torschützen: | 1:0 (4.) Fabian Schubert, 2:0 (9.) Fabian Schubert, 3:0 (33.) Fabio Strauss, 4:0 (48.) Fabian Schubert, 4:1 (66.) Filip Drljepan, 5:1 (70.) Fabian Schubert : Aleksandar Milenković (69., Wiener Linien) | 1:0 (4.) Fabian Schubert, 2:0 (9.) Fabian Schubert, 3:0 (33.) Fabio Strauss, 4:0 (48.) Fabian Schubert, 4:1 (66.) Filip Drljepan, 5:1 (70.) Fabian Schubert : Aleksandar Milenković (69., Wiener Linien) | 1:0 (4.) Fabian Schubert, 2:0 (9.) Fabian Schubert, 3:0 (33.) Fabio Strauss, 4:0 (48.) Fabian Schubert, 4:1 (66.) Filip Drljepan, 5:1 (70.) Fabian Schubert : Aleksandar Milenković (69., Wiener Linien) | 1:0 (4.) Fabian Schubert, 2:0 (9.) Fabian Schubert, 3:0 (33.) Fabio Strauss, 4:0 (48.) Fabian Schubert, 4:1 (66.) Filip Drljepan, 5:1 (70.) Fabian Schubert : Aleksandar Milenković (69., Wiener Linien) |
| 08.09.2020 / 415          | LL | – | RL | FC Deutschkreutz | – | 1. Wiener Neustädter SC | 0:3 (0:0) |
| SR: Schilcher             | Torschützen: | Torschützen: | Torschützen: | 0:1 (48.) Osman Bozkurt, 0:2 (53.) Maximilian Sellinger, 0:3 (59.) Thomas Piermayr | 0:1 (48.) Osman Bozkurt, 0:2 (53.) Maximilian Sellinger, 0:3 (59.) Thomas Piermayr | 0:1 (48.) Osman Bozkurt, 0:2 (53.) Maximilian Sellinger, 0:3 (59.) Thomas Piermayr | 0:1 (48.) Osman Bozkurt, 0:2 (53.) Maximilian Sellinger, 0:3 (59.) Thomas Piermayr |
| 09.09.2020 / 760          | RL | – | LL | Wiener Sport-Club | – | SV St. Jakob/Rosental | 5:0 (2:0) |
| SR: Pottendorfer          | Torschützen: | Torschützen: | Torschützen: | 1:0 (7.) Lucas Pfaffl, 2:0 (22.) Thomas Hirschhofer, 3:0 (46.) Thomas Jackel, 4:0 (60.) Luka Gusić, 5:0 (90+3.) Ivan Andrejević | 1:0 (7.) Lucas Pfaffl, 2:0 (22.) Thomas Hirschhofer, 3:0 (46.) Thomas Jackel, 4:0 (60.) Luka Gusić, 5:0 (90+3.) Ivan Andrejević | 1:0 (7.) Lucas Pfaffl, 2:0 (22.) Thomas Hirschhofer, 3:0 (46.) Thomas Jackel, 4:0 (60.) Luka Gusić, 5:0 (90+3.) Ivan Andrejević | 1:0 (7.) Lucas Pfaffl, 2:0 (22.) Thomas Hirschhofer, 3:0 (46.) Thomas Jackel, 4:0 (60.) Luka Gusić, 5:0 (90+3.) Ivan Andrejević |
| 09.09.2020 / 420          | 2L | – | RL | SK Vorwärts Steyr | – | ASK-BSC Bruck/Leitha | 1:0 (1:0) |
| SR: Spurny                | Torschützen: | Torschützen: | Torschützen: | 1:0 (10.) Josip Martinović | 1:0 (10.) Josip Martinović | 1:0 (10.) Josip Martinović | 1:0 (10.) Josip Martinović |
| 09.09.2020 / 1.200        | EL | – | BL | Schwarz-Weiß Bregenz | – | FC Red Bull Salzburg (M, C) | 0:10 (0:8) |
| SR: Altmann               | Torschützen: | Torschützen: | Torschützen: | 0:1 (13.) Sékou Koïta, 0:2 (17., Elfmeter) Patson Daka, 0:3 (22.) Patson Daka, 0:4 (28.) Mohamed Camara, 0:5 (34.) Enock Mwepu, 0:6 (38.) Patson Daka, 0:7 (39.) Patson Daka, 0:8 (43., Elfmeter) Luka Sučić, 0:9 (49.) Masaya Okugawa, 0:10 (56.) Maximilian Wöber                                                         | 0:1 (13.) Sékou Koïta, 0:2 (17., Elfmeter) Patson Daka, 0:3 (22.) Patson Daka, 0:4 (28.) Mohamed Camara, 0:5 (34.) Enock Mwepu, 0:6 (38.) Patson Daka, 0:7 (39.) Patson Daka, 0:8 (43., Elfmeter) Luka Sučić, 0:9 (49.) Masaya Okugawa, 0:10 (56.) Maximilian Wöber                                                         | 0:1 (13.) Sékou Koïta, 0:2 (17., Elfmeter) Patson Daka, 0:3 (22.) Patson Daka, 0:4 (28.) Mohamed Camara, 0:5 (34.) Enock Mwepu, 0:6 (38.) Patson Daka, 0:7 (39.) Patson Daka, 0:8 (43., Elfmeter) Luka Sučić, 0:9 (49.) Masaya Okugawa, 0:10 (56.) Maximilian Wöber                                                         | 0:1 (13.) Sékou Koïta, 0:2 (17., Elfmeter) Patson Daka, 0:3 (22.) Patson Daka, 0:4 (28.) Mohamed Camara, 0:5 (34.) Enock Mwepu, 0:6 (38.) Patson Daka, 0:7 (39.) Patson Daka, 0:8 (43., Elfmeter) Luka Sučić, 0:9 (49.) Masaya Okugawa, 0:10 (56.) Maximilian Wöber                                                         |
| 12.09.2020 / 200          | LL | – | EL | SV Wallern | – | SVG Reichenau | 0:1 (0:0) |
| SR: Sampl                 | Torschützen: | Torschützen: | Torschützen: | 0:1 (77.) Philipp Thurnbichler | 0:1 (77.) Philipp Thurnbichler | 0:1 (77.) Philipp Thurnbichler | 0:1 (77.) Philipp Thurnbichler |
| 16.09.2020 / 450          | RL | – | BL | Union Gurten | – | SCR Altach | 1:3 (0:0) |
| SR: Muckenhammer          | Torschützen: | Torschützen: | Torschützen: | 1:0 (57.) René Kienberger, 1:1 (88.) Philipp Netzer, 1:2 (90.) Chinedu Obasi, 1:3 (90+3.) Manfred Fischer : Felix Wimmer (47., Gurten) | 1:0 (57.) René Kienberger, 1:1 (88.) Philipp Netzer, 1:2 (90.) Chinedu Obasi, 1:3 (90+3.) Manfred Fischer : Felix Wimmer (47., Gurten) | 1:0 (57.) René Kienberger, 1:1 (88.) Philipp Netzer, 1:2 (90.) Chinedu Obasi, 1:3 (90+3.) Manfred Fischer : Felix Wimmer (47., Gurten) | 1:0 (57.) René Kienberger, 1:1 (88.) Philipp Netzer, 1:2 (90.) Chinedu Obasi, 1:3 (90+3.) Manfred Fischer : Felix Wimmer (47., Gurten) |
| 22.09.2020 / 250          | RL | – | LL | SC Weiz | – | ASK Elektra Wien | 0:1 (0:1) |
| SR: Untergasser           | Torschützen: | Torschützen: | Torschützen: | 0:1 (42.) Dominik Silberbauer : Ehinabo Omoighe (30., Elektra) | 0:1 (42.) Dominik Silberbauer : Ehinabo Omoighe (30., Elektra) | 0:1 (42.) Dominik Silberbauer : Ehinabo Omoighe (30., Elektra) | 0:1 (42.) Dominik Silberbauer : Ehinabo Omoighe (30., Elektra) |
| 30.09.2020 / 170          | EL | – | EL | SC Schwaz | – | VfB Hohenems | 1:3 (1:3) |
| SR: Jäger                 | Torschützen: | Torschützen: | Torschützen: | 0:1 (21.) Maximilian Lampert, 0:2 (24.) Jan Stefanon, 1:2 (27.) Michael Knoflach, 1:3 (44., Eigentor) Harald Cihak | 0:1 (21.) Maximilian Lampert, 0:2 (24.) Jan Stefanon, 1:2 (27.) Michael Knoflach, 1:3 (44., Eigentor) Harald Cihak | 0:1 (21.) Maximilian Lampert, 0:2 (24.) Jan Stefanon, 1:2 (27.) Michael Knoflach, 1:3 (44., Eigentor) Harald Cihak | 0:1 (21.) Maximilian Lampert, 0:2 (24.) Jan Stefanon, 1:2 (27.) Michael Knoflach, 1:3 (44., Eigentor) Harald Cihak |
| 28./29./30.08.2020        | BL | – | LL | SV Mattersburg | – | ASKÖ Gmünd | kampflos |
| SR:                       | Torschützen: | Torschützen: | Torschützen: | | | | |
| Legende:                  | BL = Bundesliga (1. Leistungsstufe) – 2L = 2. Liga (2. Leistungsstufe) RL = Regionalliga (3. Leistungsstufe) – EL = Eliteliga Vorarlberg/Tirol/Salzburg (3. Leistungsstufe) LL = Landesliga (4. Leistungsstufe) M = amtierender Meister – C = amtierender Cupsieger n. V. = Nach Verlängerung – i. E. = im Elfmeterschießen | BL = Bundesliga (1. Leistungsstufe) – 2L = 2. Liga (2. Leistungsstufe) RL = Regionalliga (3. Leistungsstufe) – EL = Eliteliga Vorarlberg/Tirol/Salzburg (3. Leistungsstufe) LL = Landesliga (4. Leistungsstufe) M = amtierender Meister – C = amtierender Cupsieger n. V. = Nach Verlängerung – i. E. = im Elfmeterschießen | BL = Bundesliga (1. Leistungsstufe) – 2L = 2. Liga (2. Leistungsstufe) RL = Regionalliga (3. Leistungsstufe) – EL = Eliteliga Vorarlberg/Tirol/Salzburg (3. Leistungsstufe) LL = Landesliga (4. Leistungsstufe) M = amtierender Meister – C = amtierender Cupsieger n. V. = Nach Verlängerung – i. E. = im Elfmeterschießen | BL = Bundesliga (1. Leistungsstufe) – 2L = 2. Liga (2. Leistungsstufe) RL = Regionalliga (3. Leistungsstufe) – EL = Eliteliga Vorarlberg/Tirol/Salzburg (3. Leistungsstufe) LL = Landesliga (4. Leistungsstufe) M = amtierender Meister – C = amtierender Cupsieger n. V. = Nach Verlängerung – i. E. = im Elfmeterschießen | BL = Bundesliga (1. Leistungsstufe) – 2L = 2. Liga (2. Leistungsstufe) RL = Regionalliga (3. Leistungsstufe) – EL = Eliteliga Vorarlberg/Tirol/Salzburg (3. Leistungsstufe) LL = Landesliga (4. Leistungsstufe) M = amtierender Meister – C = amtierender Cupsieger n. V. = Nach Verlängerung – i. E. = im Elfmeterschießen | BL = Bundesliga (1. Leistungsstufe) – 2L = 2. Liga (2. Leistungsstufe) RL = Regionalliga (3. Leistungsstufe) – EL = Eliteliga Vorarlberg/Tirol/Salzburg (3. Leistungsstufe) LL = Landesliga (4. Leistungsstufe) M = amtierender Meister – C = amtierender Cupsieger n. V. = Nach Verlängerung – i. E. = im Elfmeterschießen | BL = Bundesliga (1. Leistungsstufe) – 2L = 2. Liga (2. Leistungsstufe) RL = Regionalliga (3. Leistungsstufe) – EL = Eliteliga Vorarlberg/Tirol/Salzburg (3. Leistungsstufe) LL = Landesliga (4. Leistungsstufe) M = amtierender Meister – C = amtierender Cupsieger n. V. = Nach Verlängerung – i. E. = im Elfmeterschießen |

## 2. Runde
Für die zweite Runde haben sich folgende Mannschaften qualifiziert:
| Bundesliga (12) | 2. Liga (9) | Regionalliga Ost (3)                                          |
| --- | --- | ------------------------------------------------------------- |
| - SCR Altach - SK Sturm Graz - TSV Hartberg - LASK - FC Admira Wacker Mödling - SV Ried - FC Red Bull Salzburg - SKN St. Pölten - WSG Tirol - FK Austria Wien - SK Rapid Wien - Wolfsberger AC | - SKU Amstetten - Floridsdorfer AC - SV Horn - FC Wacker Innsbruck - Kapfenberger SV - SK Austria Klagenfurt - SV Lafnitz - FC Blau-Weiß Linz - SK Vorwärts Steyr | - SV Stripfing - Wiener Sport-Club - 1. Wiener Neustädter SC  |
| Regionalliga Mitte (1) | Eliteligen im Westen (4) | Landesligen (3)                                               |
| - SV Allerheiligen | - VfB Hohenems (V) - SVG Reichenau (T) - SV Seekirchen 1945 (S) - SV Wörgl (T)                                                                                    | - ASKÖ Gmünd (K) - First Vienna FC (W) - ASK Elektra Wien (W) |

### Paarungen der 2. Runde
Die Spiele der 2. Runde waren für Freitag 16., Samstag, 17. und Sonntag, 18. Oktober 2020 vorgesehen. Wie bereits in der ersten Runde erhielten einige Amateurklubs nachträglich das Heimrecht zugesprochen. Wie schon in der ersten Runde mussten Spiele aufgrund von Corona-Fällen verschoben werden.
| Datum / Zuschauer         | Liga | Liga | Liga | Heimmannschaft | | Gastmannschaft | Ergebnis |
| ------------------------- | --- | --- | --- | --- | --- | --- | --- |
| 16.10.2020 / 517          | BL | – | 2L | FC Admira Wacker Mödling | – | Kapfenberger SV | 3:4 n. E. (1:0, 1:1, 2:2) |
| SR: Sadikovski            | Torschützen: | Torschützen: | Torschützen: | 1:0 (26.) Roman Kerschbaum, 1:1 (47.) Elvedin Herić, 1:2 (118.) Dino Musija, 2:2 (119.) Roman Kerschbaum | 1:0 (26.) Roman Kerschbaum, 1:1 (47.) Elvedin Herić, 1:2 (118.) Dino Musija, 2:2 (119.) Roman Kerschbaum | 1:0 (26.) Roman Kerschbaum, 1:1 (47.) Elvedin Herić, 1:2 (118.) Dino Musija, 2:2 (119.) Roman Kerschbaum | 1:0 (26.) Roman Kerschbaum, 1:1 (47.) Elvedin Herić, 1:2 (118.) Dino Musija, 2:2 (119.) Roman Kerschbaum |
| 16.10.2020 / 400          | BL | – | 2L | WSG Tirol | – | Floridsdorfer AC | 0:1 (0:1) |
| SR: Jäger                 | Torschützen: | Torschützen: | Torschützen: | 0:1 (41., Eigentor) Renny Smith | 0:1 (41., Eigentor) Renny Smith | 0:1 (41., Eigentor) Renny Smith | 0:1 (41., Eigentor) Renny Smith |
| 16.10.2020 / 350          | 2L | – | 2L | SV Lafnitz | – | SK Austria Klagenfurt | 2:4 (0:3) |
| SR: Untergasser           | Torschützen: | Torschützen: | Torschützen: | 0:1 (5.) Thorsten Mahrer, 0:2 (10.) Markus Rusek, 0:3 (22.) Markus Pink, 1:3 (51., Elfmeter) Mario Kröpfl, 2:3 (74.) Philipp Wendler, 2:4 (79.) Markus Rusek | 0:1 (5.) Thorsten Mahrer, 0:2 (10.) Markus Rusek, 0:3 (22.) Markus Pink, 1:3 (51., Elfmeter) Mario Kröpfl, 2:3 (74.) Philipp Wendler, 2:4 (79.) Markus Rusek | 0:1 (5.) Thorsten Mahrer, 0:2 (10.) Markus Rusek, 0:3 (22.) Markus Pink, 1:3 (51., Elfmeter) Mario Kröpfl, 2:3 (74.) Philipp Wendler, 2:4 (79.) Markus Rusek | 0:1 (5.) Thorsten Mahrer, 0:2 (10.) Markus Rusek, 0:3 (22.) Markus Pink, 1:3 (51., Elfmeter) Mario Kröpfl, 2:3 (74.) Philipp Wendler, 2:4 (79.) Markus Rusek |
| 16.10.2020 / 250          | 2L | – | LL | SV Horn | – | ASK Elektra Wien | 0:3 (0:0) |
| SR: Muckenhammer          | Torschützen: | Torschützen: | Torschützen: | 0:1 (77.) Mario Fürthaler, 0:2 (82.) Taner Sen, 0:3 (86.) Taner Sen | 0:1 (77.) Mario Fürthaler, 0:2 (82.) Taner Sen, 0:3 (86.) Taner Sen | 0:1 (77.) Mario Fürthaler, 0:2 (82.) Taner Sen, 0:3 (86.) Taner Sen | 0:1 (77.) Mario Fürthaler, 0:2 (82.) Taner Sen, 0:3 (86.) Taner Sen |
| 16.10.2020 / 2.574        | RL | – | BL | Wiener Sport-Club | – | FK Austria Wien | 1:3 (0:1) |
| SR: Lechner               | Torschützen: | Torschützen: | Torschützen: | 0:1 (39., Elfmeter) Christoph Monschein, 0:2 (56., Eigentor) Luka Gusić, 0:3 (73., Elfmeter) Manprit Sarkaria, 1:3 (89.) Ivan Andrejevic | 0:1 (39., Elfmeter) Christoph Monschein, 0:2 (56., Eigentor) Luka Gusić, 0:3 (73., Elfmeter) Manprit Sarkaria, 1:3 (89.) Ivan Andrejevic | 0:1 (39., Elfmeter) Christoph Monschein, 0:2 (56., Eigentor) Luka Gusić, 0:3 (73., Elfmeter) Manprit Sarkaria, 1:3 (89.) Ivan Andrejevic | 0:1 (39., Elfmeter) Christoph Monschein, 0:2 (56., Eigentor) Luka Gusić, 0:3 (73., Elfmeter) Manprit Sarkaria, 1:3 (89.) Ivan Andrejevic |
| 17.10.2020 / 1.200        | BL | – | BL | SKN St. Pölten | – | FC Red Bull Salzburg (M, C) | 0:3 (0:1) |
| SR: Weinberger            | Torschützen: | Torschützen: | Torschützen: | 0:1 (22.) Albert Vallci, 0:2 (77.) Enock Mwepu, 0:3 (89.) André Ramalho | 0:1 (22.) Albert Vallci, 0:2 (77.) Enock Mwepu, 0:3 (89.) André Ramalho | 0:1 (22.) Albert Vallci, 0:2 (77.) Enock Mwepu, 0:3 (89.) André Ramalho | 0:1 (22.) Albert Vallci, 0:2 (77.) Enock Mwepu, 0:3 (89.) André Ramalho |
| 17.10.2020 / 500          | EL | – | BL | VfB Hohenems | – | SK Sturm Graz | 1:2 (0:1) |
| SR: Ouschan               | Torschützen: | Torschützen: | Torschützen: | 0:1 (40., Elfmeter) Jakob Jantscher, 0:2 (46.) Bekim Balaj, 1:2 (86.) Maurice Wunderli | 0:1 (40., Elfmeter) Jakob Jantscher, 0:2 (46.) Bekim Balaj, 1:2 (86.) Maurice Wunderli | 0:1 (40., Elfmeter) Jakob Jantscher, 0:2 (46.) Bekim Balaj, 1:2 (86.) Maurice Wunderli | 0:1 (40., Elfmeter) Jakob Jantscher, 0:2 (46.) Bekim Balaj, 1:2 (86.) Maurice Wunderli |
| 17.10.2020 / 480          | LL | – | BL | ASKÖ Gmünd | – | TSV Hartberg | 3:4 n. V. (2:1, 3:3) |
| SR: Gishamer              | Torschützen: | Torschützen: | Torschützen: | 1:0 (17.) Andreas Allmayer, 1:1 (21.) Thomas Rotter, 2:1 (37., Elfmeter) Udo Gasser, 2:2 (50.) Rajko Rep, 2:3 (83.) Thomas Rotter, 3:3 (90+4., Elfmeter) Udo Gasser, 3:4 (114.) Julius Ertlthaler : Tobias Kainz (113., Hartberg)                                                                                           | 1:0 (17.) Andreas Allmayer, 1:1 (21.) Thomas Rotter, 2:1 (37., Elfmeter) Udo Gasser, 2:2 (50.) Rajko Rep, 2:3 (83.) Thomas Rotter, 3:3 (90+4., Elfmeter) Udo Gasser, 3:4 (114.) Julius Ertlthaler : Tobias Kainz (113., Hartberg)                                                                                           | 1:0 (17.) Andreas Allmayer, 1:1 (21.) Thomas Rotter, 2:1 (37., Elfmeter) Udo Gasser, 2:2 (50.) Rajko Rep, 2:3 (83.) Thomas Rotter, 3:3 (90+4., Elfmeter) Udo Gasser, 3:4 (114.) Julius Ertlthaler : Tobias Kainz (113., Hartberg)                                                                                           | 1:0 (17.) Andreas Allmayer, 1:1 (21.) Thomas Rotter, 2:1 (37., Elfmeter) Udo Gasser, 2:2 (50.) Rajko Rep, 2:3 (83.) Thomas Rotter, 3:3 (90+4., Elfmeter) Udo Gasser, 3:4 (114.) Julius Ertlthaler : Tobias Kainz (113., Hartberg)                                                                                           |
| 17.10.2020 / 557          | 2L | – | RL | FC Wacker Innsbruck | – | SV Stripfing | 1:0 (0:0) |
| SR: Ebner                 | Torschützen: | Torschützen: | Torschützen: | 1:0 (87., Elfmeter) Florian Jamnig | 1:0 (87., Elfmeter) Florian Jamnig | 1:0 (87., Elfmeter) Florian Jamnig | 1:0 (87., Elfmeter) Florian Jamnig |
| 17.10.2020 / 500          | BL | – | EL | SCR Altach | – | SV Seekirchen 1945 | 7:0 (3:0) |
| SR: Heiß                  | Torschützen: | Torschützen: | Torschützen: | 1:0 (21.) Manfred Fischer, 2:0 (23.) Daniel Maderner, 3:0 (36.) Manfred Fischer, 4:0 (70.) Chinedu Obasi, 5:0 (82.) Aljaž Casar, 6:0 (84.) Aljaž Casar, 7:0 (89.) Chinedu Obasi | 1:0 (21.) Manfred Fischer, 2:0 (23.) Daniel Maderner, 3:0 (36.) Manfred Fischer, 4:0 (70.) Chinedu Obasi, 5:0 (82.) Aljaž Casar, 6:0 (84.) Aljaž Casar, 7:0 (89.) Chinedu Obasi | 1:0 (21.) Manfred Fischer, 2:0 (23.) Daniel Maderner, 3:0 (36.) Manfred Fischer, 4:0 (70.) Chinedu Obasi, 5:0 (82.) Aljaž Casar, 6:0 (84.) Aljaž Casar, 7:0 (89.) Chinedu Obasi | 1:0 (21.) Manfred Fischer, 2:0 (23.) Daniel Maderner, 3:0 (36.) Manfred Fischer, 4:0 (70.) Chinedu Obasi, 5:0 (82.) Aljaž Casar, 6:0 (84.) Aljaž Casar, 7:0 (89.) Chinedu Obasi |
| 17.10.2020 / 3.000        | BL | – | EL | LASK | – | SV Wörgl | 3:0 (1:0) |
| SR: Kijas                 | Torschützen: | Torschützen: | Torschützen: | 1:0 (29.) Johannes Eggestein, 2:0 (90.) Andreas Gruber, 3:0 (90+3.) Peter Michorl | 1:0 (29.) Johannes Eggestein, 2:0 (90.) Andreas Gruber, 3:0 (90+3.) Peter Michorl | 1:0 (29.) Johannes Eggestein, 2:0 (90.) Andreas Gruber, 3:0 (90+3.) Peter Michorl | 1:0 (29.) Johannes Eggestein, 2:0 (90.) Andreas Gruber, 3:0 (90+3.) Peter Michorl |
| 17.10.2020 / 1.250        | RL | – | BL | 1. Wiener Neustädter SC | – | SK Rapid Wien | 1:5 (1:3) |
| SR: Ciochirca             | Torschützen: | Torschützen: | Torschützen: | 0:1 (17.) Christoph Knasmüllner, 1:1 (22.) Elias Weidinger, 1:2 (32.) Marcel Ritzmaier, 1:3 (45.) Ercan Kara, 1:4 (70.) Marcel Ritzmaier, 1:5 (77.) Kelvin Arase | 0:1 (17.) Christoph Knasmüllner, 1:1 (22.) Elias Weidinger, 1:2 (32.) Marcel Ritzmaier, 1:3 (45.) Ercan Kara, 1:4 (70.) Marcel Ritzmaier, 1:5 (77.) Kelvin Arase | 0:1 (17.) Christoph Knasmüllner, 1:1 (22.) Elias Weidinger, 1:2 (32.) Marcel Ritzmaier, 1:3 (45.) Ercan Kara, 1:4 (70.) Marcel Ritzmaier, 1:5 (77.) Kelvin Arase | 0:1 (17.) Christoph Knasmüllner, 1:1 (22.) Elias Weidinger, 1:2 (32.) Marcel Ritzmaier, 1:3 (45.) Ercan Kara, 1:4 (70.) Marcel Ritzmaier, 1:5 (77.) Kelvin Arase |
| 17.10.2020 / 1.250        | LL | – | 2L | First Vienna FC | – | SK Vorwärts Steyr | 3:2 (2:0) |
| SR: Hameter               | Torschützen: | Torschützen: | Torschützen: | 1:0 (19.) Martin Stehlik, 2:0 (39.) Bernhard Luxbacher, 2:1 (57.) Kevin Brandstätter, 3:1 (88.) Thomas Bartholomay, 3:2 (90+4.) Josip Martinović | 1:0 (19.) Martin Stehlik, 2:0 (39.) Bernhard Luxbacher, 2:1 (57.) Kevin Brandstätter, 3:1 (88.) Thomas Bartholomay, 3:2 (90+4.) Josip Martinović | 1:0 (19.) Martin Stehlik, 2:0 (39.) Bernhard Luxbacher, 2:1 (57.) Kevin Brandstätter, 3:1 (88.) Thomas Bartholomay, 3:2 (90+4.) Josip Martinović | 1:0 (19.) Martin Stehlik, 2:0 (39.) Bernhard Luxbacher, 2:1 (57.) Kevin Brandstätter, 3:1 (88.) Thomas Bartholomay, 3:2 (90+4.) Josip Martinović |
| 18.10.2020 / 1.000        | BL | – | BL | Wolfsberger AC | – | SV Ried | 4:3 n. E. (1:2, 2:2, 2:2) |
| SR: Harkam                | Torschützen: | Torschützen: | Torschützen: | 0:1 (20.) Stefan Nutz, 1:1 (29.) Dominik Baumgartner, 1:2 (44.) Stefan Nutz, 2:2 (81., Elfmeter) Michael Liendl | 0:1 (20.) Stefan Nutz, 1:1 (29.) Dominik Baumgartner, 1:2 (44.) Stefan Nutz, 2:2 (81., Elfmeter) Michael Liendl | 0:1 (20.) Stefan Nutz, 1:1 (29.) Dominik Baumgartner, 1:2 (44.) Stefan Nutz, 2:2 (81., Elfmeter) Michael Liendl | 0:1 (20.) Stefan Nutz, 1:1 (29.) Dominik Baumgartner, 1:2 (44.) Stefan Nutz, 2:2 (81., Elfmeter) Michael Liendl |
| 14.11.2020 / Geisterspiel | RL | – | 2L | SV Allerheiligen | – | SKU Amstetten | 0:1 n. V. |
| SR: Hameter               | Torschützen: | Torschützen: | Torschützen: | 0:1 (117.) Patrick Schagerl | 0:1 (117.) Patrick Schagerl | 0:1 (117.) Patrick Schagerl | 0:1 (117.) Patrick Schagerl |
| 14.11.2020 / Geisterspiel | EL | – | 2L | SVG Reichenau | – | FC Blau-Weiß Linz | 0:3 (0:2) |
| SR: Altmann               | Torschützen: | Torschützen: | Torschützen: | 0:1 (15.) Fabian Schubert, 0:2 (25.) Fabian Schubert, 0:3 (51.) Danilo Mitrović | 0:1 (15.) Fabian Schubert, 0:2 (25.) Fabian Schubert, 0:3 (51.) Danilo Mitrović | 0:1 (15.) Fabian Schubert, 0:2 (25.) Fabian Schubert, 0:3 (51.) Danilo Mitrović | 0:1 (15.) Fabian Schubert, 0:2 (25.) Fabian Schubert, 0:3 (51.) Danilo Mitrović |
| Legende:                  | BL = Bundesliga (1. Leistungsstufe) – 2L = 2. Liga (2. Leistungsstufe) RL = Regionalliga (3. Leistungsstufe) – EL = Eliteliga Vorarlberg/Tirol/Salzburg (3. Leistungsstufe) LL = Landesliga (4. Leistungsstufe) M = amtierender Meister – C = amtierender Cupsieger n. V. = Nach Verlängerung – i. E. = im Elfmeterschießen | BL = Bundesliga (1. Leistungsstufe) – 2L = 2. Liga (2. Leistungsstufe) RL = Regionalliga (3. Leistungsstufe) – EL = Eliteliga Vorarlberg/Tirol/Salzburg (3. Leistungsstufe) LL = Landesliga (4. Leistungsstufe) M = amtierender Meister – C = amtierender Cupsieger n. V. = Nach Verlängerung – i. E. = im Elfmeterschießen | BL = Bundesliga (1. Leistungsstufe) – 2L = 2. Liga (2. Leistungsstufe) RL = Regionalliga (3. Leistungsstufe) – EL = Eliteliga Vorarlberg/Tirol/Salzburg (3. Leistungsstufe) LL = Landesliga (4. Leistungsstufe) M = amtierender Meister – C = amtierender Cupsieger n. V. = Nach Verlängerung – i. E. = im Elfmeterschießen | BL = Bundesliga (1. Leistungsstufe) – 2L = 2. Liga (2. Leistungsstufe) RL = Regionalliga (3. Leistungsstufe) – EL = Eliteliga Vorarlberg/Tirol/Salzburg (3. Leistungsstufe) LL = Landesliga (4. Leistungsstufe) M = amtierender Meister – C = amtierender Cupsieger n. V. = Nach Verlängerung – i. E. = im Elfmeterschießen | BL = Bundesliga (1. Leistungsstufe) – 2L = 2. Liga (2. Leistungsstufe) RL = Regionalliga (3. Leistungsstufe) – EL = Eliteliga Vorarlberg/Tirol/Salzburg (3. Leistungsstufe) LL = Landesliga (4. Leistungsstufe) M = amtierender Meister – C = amtierender Cupsieger n. V. = Nach Verlängerung – i. E. = im Elfmeterschießen | BL = Bundesliga (1. Leistungsstufe) – 2L = 2. Liga (2. Leistungsstufe) RL = Regionalliga (3. Leistungsstufe) – EL = Eliteliga Vorarlberg/Tirol/Salzburg (3. Leistungsstufe) LL = Landesliga (4. Leistungsstufe) M = amtierender Meister – C = amtierender Cupsieger n. V. = Nach Verlängerung – i. E. = im Elfmeterschießen | BL = Bundesliga (1. Leistungsstufe) – 2L = 2. Liga (2. Leistungsstufe) RL = Regionalliga (3. Leistungsstufe) – EL = Eliteliga Vorarlberg/Tirol/Salzburg (3. Leistungsstufe) LL = Landesliga (4. Leistungsstufe) M = amtierender Meister – C = amtierender Cupsieger n. V. = Nach Verlängerung – i. E. = im Elfmeterschießen |

## Achtelfinale
Für das Achtelfinale hatten sich folgende Mannschaften qualifiziert:
| Bundesliga (8) | 2. Liga (6) | Landesligen (2)                              |
| --- | --- | -------------------------------------------- |
| - SCR Altach - SK Sturm Graz - TSV Hartberg - LASK - FC Red Bull Salzburg - FK Austria Wien - SK Rapid Wien - Wolfsberger AC | - SKU Amstetten - Floridsdorfer AC - FC Wacker Innsbruck - Kapfenberger SV - SK Austria Klagenfurt - FC Blau-Weiß Linz | - First Vienna FC (W) - ASK Elektra Wien (W) |

### Paarungen des Achtelfinales
Die Spiele des Achtelfinales waren für Dienstag 3., und Mittwoch, 4. und Donnerstag, 5. November 2020, bzw. für die Europacup-Teilnehmer LASK, FC Red Bull Salzburg, SK Rapid Wien und Wolfsberger AC für Dienstag, 15. und Mittwoch, 16. Dezember vorgesehen. Aufgrund des Terroranschlags in Wien am 2. November 2020 und der darauffolgenden Staatstrauer vom 3. bis 5. November 2020 wurden alle Partien mit diesen Spielterminen verschoben.
| Datum / Zuschauer         | Liga | Liga | Liga | Heimmannschaft | | Gastmannschaft | Ergebnis |
| ------------------------- | --- | --- | --- | --- | --- | --- | --- |
| 14.11.2020 / Geisterspiel | 2L | – | 2L | Floridsdorfer AC | – | SK Austria Klagenfurt | 1:3 n. V. (0:0, 1:1) |
| SR: Kijas                 | Torschützen: | Torschützen: | Torschützen: | 0:1 (88.) Darijo Pecirep, 1:1 (90+1., Elfmeter) Marco Sahanek, 1:2 (95.) Philipp Hütter, 1:3 (120+1., Elfmeter) Darijo Pecirep | 0:1 (88.) Darijo Pecirep, 1:1 (90+1., Elfmeter) Marco Sahanek, 1:2 (95.) Philipp Hütter, 1:3 (120+1., Elfmeter) Darijo Pecirep | 0:1 (88.) Darijo Pecirep, 1:1 (90+1., Elfmeter) Marco Sahanek, 1:2 (95.) Philipp Hütter, 1:3 (120+1., Elfmeter) Darijo Pecirep | 0:1 (88.) Darijo Pecirep, 1:1 (90+1., Elfmeter) Marco Sahanek, 1:2 (95.) Philipp Hütter, 1:3 (120+1., Elfmeter) Darijo Pecirep |
| 24.11.2020 / Geisterspiel | BL | – | 2L | SK Sturm Graz | – | FC Wacker Innsbruck | 1:0 (0:0) |
| SR: Kijas                 | Torschützen: | Torschützen: | Torschützen: | 1:0 (68.) Andreas Kuen | 1:0 (68.) Andreas Kuen | 1:0 (68.) Andreas Kuen | 1:0 (68.) Andreas Kuen |
| 25.11.2020 / Geisterspiel | BL | – | BL | FK Austria Wien | – | TSV Hartberg | 5:3 (3:0) |
| SR: Ebner                 | Torschützen: | Torschützen: | Torschützen: | 1:0 (13.) Alexander Grünwald, 2:0 (17.) Stephan Zwierschitz, 3:0 (41.) Benedikt Pichler, 4:0 (49.) Manprit Sarkaria, 4:1 (57.) Dario Tadić, 5:1 (65.) Dominik Fitz, 5:2 (81.) Sascha Horvath, 5:3 (84., Elfmeter) Seifedin Chabbi             | 1:0 (13.) Alexander Grünwald, 2:0 (17.) Stephan Zwierschitz, 3:0 (41.) Benedikt Pichler, 4:0 (49.) Manprit Sarkaria, 4:1 (57.) Dario Tadić, 5:1 (65.) Dominik Fitz, 5:2 (81.) Sascha Horvath, 5:3 (84., Elfmeter) Seifedin Chabbi             | 1:0 (13.) Alexander Grünwald, 2:0 (17.) Stephan Zwierschitz, 3:0 (41.) Benedikt Pichler, 4:0 (49.) Manprit Sarkaria, 4:1 (57.) Dario Tadić, 5:1 (65.) Dominik Fitz, 5:2 (81.) Sascha Horvath, 5:3 (84., Elfmeter) Seifedin Chabbi             | 1:0 (13.) Alexander Grünwald, 2:0 (17.) Stephan Zwierschitz, 3:0 (41.) Benedikt Pichler, 4:0 (49.) Manprit Sarkaria, 4:1 (57.) Dario Tadić, 5:1 (65.) Dominik Fitz, 5:2 (81.) Sascha Horvath, 5:3 (84., Elfmeter) Seifedin Chabbi             |
| 25.11.2020 / Geisterspiel | LL | – | BL | First Vienna FC | – | SCR Altach | 2:1 (1:1) |
| SR: Eisner                | Torschützen: | Torschützen: | Torschützen: | 1:0 (9.) Volkan Düzgün, 1:1 (20.) Chinedu Obasi, 2:1 (55.) Volkan Düzgün | 1:0 (9.) Volkan Düzgün, 1:1 (20.) Chinedu Obasi, 2:1 (55.) Volkan Düzgün | 1:0 (9.) Volkan Düzgün, 1:1 (20.) Chinedu Obasi, 2:1 (55.) Volkan Düzgün | 1:0 (9.) Volkan Düzgün, 1:1 (20.) Chinedu Obasi, 2:1 (55.) Volkan Düzgün |
| 15.12.2020 / Geisterspiel | 2L | – | 2L | Kapfenberger SV | – | FC Blau-Weiß Linz | 2:0 (0:0) |
| SR: Fröhlacher            | Torschützen: | Torschützen: | Torschützen: | 1:0 (48.) Alexander Steinlechner, 2:0 (64.) Marvin Hernaus | 1:0 (48.) Alexander Steinlechner, 2:0 (64.) Marvin Hernaus | 1:0 (48.) Alexander Steinlechner, 2:0 (64.) Marvin Hernaus | 1:0 (48.) Alexander Steinlechner, 2:0 (64.) Marvin Hernaus |
| 16.12.2020 / Geisterspiel | BL | – | 2L | Wolfsberger AC | – | SKU Amstetten | 2:0 (1:0) |
| SR: Gishamer              | Torschützen: | Torschützen: | Torschützen: | 1:0 (9.) Dominik Baumgartner, 2:0 (90+3.) Michael Liendl | 1:0 (9.) Dominik Baumgartner, 2:0 (90+3.) Michael Liendl | 1:0 (9.) Dominik Baumgartner, 2:0 (90+3.) Michael Liendl | 1:0 (9.) Dominik Baumgartner, 2:0 (90+3.) Michael Liendl |
| 16.12.2020 / Geisterspiel | BL | – | LL | LASK | – | ASK Elektra Wien | 3:0 (3:0) |
| SR: Hameter               | Torschützen: | Torschützen: | Torschützen: | 1:0 (2.) Johannes Eggestein, 2:0 (15.) Johannes Eggestein, 3:0 (34.) Johannes Eggestein | 1:0 (2.) Johannes Eggestein, 2:0 (15.) Johannes Eggestein, 3:0 (34.) Johannes Eggestein | 1:0 (2.) Johannes Eggestein, 2:0 (15.) Johannes Eggestein, 3:0 (34.) Johannes Eggestein | 1:0 (2.) Johannes Eggestein, 2:0 (15.) Johannes Eggestein, 3:0 (34.) Johannes Eggestein |
| 16.12.2020 / Geisterspiel | BL | – | BL | FC Red Bull Salzburg (M, C) | – | SK Rapid Wien | 6:2 (3:1) |
| SR: Altmann               | Torschützen: | Torschützen: | Torschützen: | 1:0 (16.) Dominik Szoboszlai, 2:0 (19.) Mërgim Berisha, 3:0 (23.) Sékou Koïta, 3:1 (45+1., Elfmeter) Taxiarchis Foundas, 4:1 (74.) Patson Daka, 4:2 (78.) Maximilian Ullmann, 5:2 (83., Elfmeter) Mohamed Camara, 6:2 (88.) Rasmus Kristensen | 1:0 (16.) Dominik Szoboszlai, 2:0 (19.) Mërgim Berisha, 3:0 (23.) Sékou Koïta, 3:1 (45+1., Elfmeter) Taxiarchis Foundas, 4:1 (74.) Patson Daka, 4:2 (78.) Maximilian Ullmann, 5:2 (83., Elfmeter) Mohamed Camara, 6:2 (88.) Rasmus Kristensen | 1:0 (16.) Dominik Szoboszlai, 2:0 (19.) Mërgim Berisha, 3:0 (23.) Sékou Koïta, 3:1 (45+1., Elfmeter) Taxiarchis Foundas, 4:1 (74.) Patson Daka, 4:2 (78.) Maximilian Ullmann, 5:2 (83., Elfmeter) Mohamed Camara, 6:2 (88.) Rasmus Kristensen | 1:0 (16.) Dominik Szoboszlai, 2:0 (19.) Mërgim Berisha, 3:0 (23.) Sékou Koïta, 3:1 (45+1., Elfmeter) Taxiarchis Foundas, 4:1 (74.) Patson Daka, 4:2 (78.) Maximilian Ullmann, 5:2 (83., Elfmeter) Mohamed Camara, 6:2 (88.) Rasmus Kristensen |
| Legende:                  | BL = Bundesliga (1. Leistungsstufe) – 2L = 2. Liga (2. Leistungsstufe) LL = Landesliga (4. Leistungsstufe) M = amtierender Meister – C = amtierender Cupsieger n. V. = Nach Verlängerung – i. E. = im Elfmeterschießen | BL = Bundesliga (1. Leistungsstufe) – 2L = 2. Liga (2. Leistungsstufe) LL = Landesliga (4. Leistungsstufe) M = amtierender Meister – C = amtierender Cupsieger n. V. = Nach Verlängerung – i. E. = im Elfmeterschießen | BL = Bundesliga (1. Leistungsstufe) – 2L = 2. Liga (2. Leistungsstufe) LL = Landesliga (4. Leistungsstufe) M = amtierender Meister – C = amtierender Cupsieger n. V. = Nach Verlängerung – i. E. = im Elfmeterschießen | BL = Bundesliga (1. Leistungsstufe) – 2L = 2. Liga (2. Leistungsstufe) LL = Landesliga (4. Leistungsstufe) M = amtierender Meister – C = amtierender Cupsieger n. V. = Nach Verlängerung – i. E. = im Elfmeterschießen                        | BL = Bundesliga (1. Leistungsstufe) – 2L = 2. Liga (2. Leistungsstufe) LL = Landesliga (4. Leistungsstufe) M = amtierender Meister – C = amtierender Cupsieger n. V. = Nach Verlängerung – i. E. = im Elfmeterschießen                        | BL = Bundesliga (1. Leistungsstufe) – 2L = 2. Liga (2. Leistungsstufe) LL = Landesliga (4. Leistungsstufe) M = amtierender Meister – C = amtierender Cupsieger n. V. = Nach Verlängerung – i. E. = im Elfmeterschießen                        | BL = Bundesliga (1. Leistungsstufe) – 2L = 2. Liga (2. Leistungsstufe) LL = Landesliga (4. Leistungsstufe) M = amtierender Meister – C = amtierender Cupsieger n. V. = Nach Verlängerung – i. E. = im Elfmeterschießen                        |

## Viertelfinale
Für das Viertelfinale hatten sich folgende Mannschaften qualifiziert:
| Bundesliga (5)                                                                   | 2. Liga (2)                               | Landesligen (1)       |
| -------------------------------------------------------------------------------- | ----------------------------------------- | --------------------- |
| - SK Sturm Graz - LASK - FC Red Bull Salzburg - FK Austria Wien - Wolfsberger AC | - Kapfenberger SV - SK Austria Klagenfurt | - First Vienna FC (W) |

### Paarungen des Viertelfinales
Die Spiele des Viertelfinales wurden am Freitag 5., Samstag, 6. und Sonntag, 7. Februar 2021 ausgetragen.
| Datum / Zuschauer         | Liga | Liga | Liga | Heimmannschaft | | Gastmannschaft | Ergebnis |
| ------------------------- | --- | --- | --- | --- | --- | --- | --- |
| 05.02.2021 / Geisterspiel | 2L | – | BL | Kapfenberger SV | – | Wolfsberger AC | 1:2 n. V. (1:1, 1:1) |
| SR: Weinberger            | Torschützen: | Torschützen: | Torschützen: | 0:1 (15., Elfmeter) Michael Liendl, 1:1 (45+2.) Marvin Hernaus, 1:2 (118.) Michael Novak : Tobias Mandler (KSV., 117.)                                                                                                 | 0:1 (15., Elfmeter) Michael Liendl, 1:1 (45+2.) Marvin Hernaus, 1:2 (118.) Michael Novak : Tobias Mandler (KSV., 117.)                                                                                                 | 0:1 (15., Elfmeter) Michael Liendl, 1:1 (45+2.) Marvin Hernaus, 1:2 (118.) Michael Novak : Tobias Mandler (KSV., 117.)                                                                                                 | 0:1 (15., Elfmeter) Michael Liendl, 1:1 (45+2.) Marvin Hernaus, 1:2 (118.) Michael Novak : Tobias Mandler (KSV., 117.)                                                                                                 |
| 05.02.2021 / Geisterspiel | BL | – | LL | SK Sturm Graz | – | First Vienna FC | 1:0 (0:0) |
| SR: Jäger                 | Torschützen: | Torschützen: | Torschützen: | 1:0 (63.) Jakob Jantscher : Marcel Toth (Vienna, 16.) | 1:0 (63.) Jakob Jantscher : Marcel Toth (Vienna, 16.) | 1:0 (63.) Jakob Jantscher : Marcel Toth (Vienna, 16.) | 1:0 (63.) Jakob Jantscher : Marcel Toth (Vienna, 16.) |
| 06.02.2021 / Geisterspiel | BL | – | BL | FC Red Bull Salzburg (M, C) | – | FK Austria Wien | 2:0 (1:0) |
| SR: Schüttengruber        | Torschützen: | Torschützen: | Torschützen: | 1:0 (41.) Sékou Koïta, 2:0 (89.) Karim Adeyemi | 1:0 (41.) Sékou Koïta, 2:0 (89.) Karim Adeyemi | 1:0 (41.) Sékou Koïta, 2:0 (89.) Karim Adeyemi | 1:0 (41.) Sékou Koïta, 2:0 (89.) Karim Adeyemi |
| 07.02.2021 / Geisterspiel | BL | – | 2L | LASK | – | SK Austria Klagenfurt | 5:3 n. V. (0:1, 2:2) |
| SR: Eisner                | Torschützen: | Torschützen: | Torschützen: | 0:1 (5.) Markus Rusek, 1:1 (68.) Johannes Eggestein, 2:1 (70.) Husein Balić, 2:2 (90+2.) Benjamin Hadžić, 3:2 (98.) Husein Balić, 4:2 (102.) Johannes Eggestein, 4:3 (108.) Florian Jaritz, 5:3 (111.) Marvin Potzmann | 0:1 (5.) Markus Rusek, 1:1 (68.) Johannes Eggestein, 2:1 (70.) Husein Balić, 2:2 (90+2.) Benjamin Hadžić, 3:2 (98.) Husein Balić, 4:2 (102.) Johannes Eggestein, 4:3 (108.) Florian Jaritz, 5:3 (111.) Marvin Potzmann | 0:1 (5.) Markus Rusek, 1:1 (68.) Johannes Eggestein, 2:1 (70.) Husein Balić, 2:2 (90+2.) Benjamin Hadžić, 3:2 (98.) Husein Balić, 4:2 (102.) Johannes Eggestein, 4:3 (108.) Florian Jaritz, 5:3 (111.) Marvin Potzmann | 0:1 (5.) Markus Rusek, 1:1 (68.) Johannes Eggestein, 2:1 (70.) Husein Balić, 2:2 (90+2.) Benjamin Hadžić, 3:2 (98.) Husein Balić, 4:2 (102.) Johannes Eggestein, 4:3 (108.) Florian Jaritz, 5:3 (111.) Marvin Potzmann |
| Legende:                  | BL = Bundesliga (1. Leistungsstufe) – 2L = 2. Liga (2. Leistungsstufe) LL = Landesliga (4. Leistungsstufe) M = amtierender Meister – C = amtierender Cupsieger n. V. = Nach Verlängerung – i. E. = im Elfmeterschießen | BL = Bundesliga (1. Leistungsstufe) – 2L = 2. Liga (2. Leistungsstufe) LL = Landesliga (4. Leistungsstufe) M = amtierender Meister – C = amtierender Cupsieger n. V. = Nach Verlängerung – i. E. = im Elfmeterschießen | BL = Bundesliga (1. Leistungsstufe) – 2L = 2. Liga (2. Leistungsstufe) LL = Landesliga (4. Leistungsstufe) M = amtierender Meister – C = amtierender Cupsieger n. V. = Nach Verlängerung – i. E. = im Elfmeterschießen | BL = Bundesliga (1. Leistungsstufe) – 2L = 2. Liga (2. Leistungsstufe) LL = Landesliga (4. Leistungsstufe) M = amtierender Meister – C = amtierender Cupsieger n. V. = Nach Verlängerung – i. E. = im Elfmeterschießen | BL = Bundesliga (1. Leistungsstufe) – 2L = 2. Liga (2. Leistungsstufe) LL = Landesliga (4. Leistungsstufe) M = amtierender Meister – C = amtierender Cupsieger n. V. = Nach Verlängerung – i. E. = im Elfmeterschießen | BL = Bundesliga (1. Leistungsstufe) – 2L = 2. Liga (2. Leistungsstufe) LL = Landesliga (4. Leistungsstufe) M = amtierender Meister – C = amtierender Cupsieger n. V. = Nach Verlängerung – i. E. = im Elfmeterschießen | BL = Bundesliga (1. Leistungsstufe) – 2L = 2. Liga (2. Leistungsstufe) LL = Landesliga (4. Leistungsstufe) M = amtierender Meister – C = amtierender Cupsieger n. V. = Nach Verlängerung – i. E. = im Elfmeterschießen |

## Halbfinale
Für das Halbfinale hatten sich folgende Mannschaften qualifiziert:
| Bundesliga (4)                                                 |
| -------------------------------------------------------------- |
| - SK Sturm Graz - LASK - FC Red Bull Salzburg - Wolfsberger AC |

### Paarungen des Halbfinales
Die Spiele des Halbfinales waren für Dienstag, 2. und Mittwoch, 3. März 2021 vorgesehen. Die genauen Spieltermine wurden erst nach der Auslosung terminiert.
| Datum / Zuschauer         | Liga | Liga | Liga | Heimmannschaft | | Gastmannschaft | Ergebnis |
| ------------------------- | --- | --- | --- | --- | --- | --- | --- |
| 03.03.2021 / Geisterspiel | BL | – | BL | Wolfsberger AC | – | LASK | 0:1 n. V. |
| SR: Gishamer              | Torschützen: | Torschützen: | Torschützen: | 0:1 (97., Elfmeter) Philipp Wiesinger : Alexander Kofler (Wolfsberg, Nach Spielende)                                                            | 0:1 (97., Elfmeter) Philipp Wiesinger : Alexander Kofler (Wolfsberg, Nach Spielende)                                                            | 0:1 (97., Elfmeter) Philipp Wiesinger : Alexander Kofler (Wolfsberg, Nach Spielende)                                                            | 0:1 (97., Elfmeter) Philipp Wiesinger : Alexander Kofler (Wolfsberg, Nach Spielende)                                                            |
| 03.03.2021 / Geisterspiel | BL | – | BL | SK Sturm Graz | – | FC Red Bull Salzburg (M, C) | 0:4 (0:1) |
| SR: Weinberger            | Torschützen: | Torschützen: | Torschützen: | 0:1 (36.) Enock Mwepu, 0:2 (54.) Enock Mwepu, 0:3 (72.) Mërgim Berisha, 0:4 (79.) Brenden Aaronson                                              | 0:1 (36.) Enock Mwepu, 0:2 (54.) Enock Mwepu, 0:3 (72.) Mërgim Berisha, 0:4 (79.) Brenden Aaronson                                              | 0:1 (36.) Enock Mwepu, 0:2 (54.) Enock Mwepu, 0:3 (72.) Mërgim Berisha, 0:4 (79.) Brenden Aaronson                                              | 0:1 (36.) Enock Mwepu, 0:2 (54.) Enock Mwepu, 0:3 (72.) Mërgim Berisha, 0:4 (79.) Brenden Aaronson                                              |
| Legende:                  | BL = Bundesliga (1. Leistungsstufe) M = amtierender Meister – C = amtierender Cupsieger n. V. = Nach Verlängerung – i. E. = im Elfmeterschießen | BL = Bundesliga (1. Leistungsstufe) M = amtierender Meister – C = amtierender Cupsieger n. V. = Nach Verlängerung – i. E. = im Elfmeterschießen | BL = Bundesliga (1. Leistungsstufe) M = amtierender Meister – C = amtierender Cupsieger n. V. = Nach Verlängerung – i. E. = im Elfmeterschießen | BL = Bundesliga (1. Leistungsstufe) M = amtierender Meister – C = amtierender Cupsieger n. V. = Nach Verlängerung – i. E. = im Elfmeterschießen | BL = Bundesliga (1. Leistungsstufe) M = amtierender Meister – C = amtierender Cupsieger n. V. = Nach Verlängerung – i. E. = im Elfmeterschießen | BL = Bundesliga (1. Leistungsstufe) M = amtierender Meister – C = amtierender Cupsieger n. V. = Nach Verlängerung – i. E. = im Elfmeterschießen | BL = Bundesliga (1. Leistungsstufe) M = amtierender Meister – C = amtierender Cupsieger n. V. = Nach Verlängerung – i. E. = im Elfmeterschießen |

## Endspiel
Das Endspiel wurde am Samstag, 1. Mai 2021 ausgetragen.
| Paarung              | LASK – FC Red Bull Salzburg |
| Ergebnis             | 0:3 (0:1) |
| Datum                | 1. Mai 2021 um 20:30 Uhr |
| Stadion              | Wörthersee Stadion, Klagenfurt am Wörthersee |
| Zuschauer            | keine |
| Schiedsrichter       | Walter Altmann |
| Tore                 | 0:1 Berisha (45.) 0:2 Aaronson (67.) 0:3 Mwepu (88.) |
| LASK                 | Alexander Schlager – Petar Filipovic, Gernot Trauner , Reinhold Ranftl, Andrés Andrade – René Renner, Peter Michorl (63. Lukas Grgic), James Holland – Thomas Goiginger (63. Dominik Reiter), Johannes Eggestein (80. Metehan Altunbaş), Husein Balić Cheftrainer: Dominik Thalhammer                       |
| FC Red Bull Salzburg | Cican Stankovic – André Ramalho, Andreas Ulmer , Maximilian Wöber, Rasmus Kristensen – Brenden Aaronson (88. Luka Sučić), Zlatko Junuzović (76. Bernardo), Antoine Bernede (88. Noah Okafor) – Enock Mwepu (88. Nicolas Seiwald), Mërgim Berisha, Patson Daka (72. Karim Adeyemi) Cheftrainer: Jesse Marsch |
| Gelbe Karten         | Trauner (43.), Holland (57.), Schlager (69.) – Ulmer (60.), Wöber (82.) |

## Torschützenliste
| Rang | Spieler            | Natio- nalität | Verein                | Tore gesamt | davon in Runde | davon in Runde | davon in Runde | davon in Runde | davon in Runde | davon in Runde |
| Rang | Spieler            | Natio- nalität | Verein                | Tore gesamt | 1.             | 2.             | 3.             | 4.             | 5.             | 6.             |
| ---- | ------------------ | -------------- | --------------------- | ----------- | -------------- | -------------- | -------------- | -------------- | -------------- | -------------- |
| 1.   | Johannes Eggestein | Deutschland    | LASK                  | 6           | 0              | 1              | 3              | 2              | 0              | –              |
| 1.   | Fabian Schubert    | Osterreich     | FC Blau-Weiß Linz     | 6           | 4              | 2              | 0              | –              | –              | –              |
| 3.   | Patson Daka        | Sambia         | FC Red Bull Salzburg  | 5           | 4              | 0              | 1              | 0              | 0              | –              |
| 3.   | Enock Mwepu        | Sambia         | FC Red Bull Salzburg  | 5           | 1              | 1              | 0              | 0              | 2              | 1              |
| 3.   | Marvin Hernaus     | Osterreich     | Kapfenberger SV       | 5           | 3              | 0              | 1              | 1              | –              | –              |
| 6.   | Bekim Balaj        | Albanien       | SK Sturm Graz         | 4           | 3              | 1              | 0              | –              | –              | –              |
| 6.   | Chinedu Obasi      | Nigeria        | SCR Altach            | 4           | 1              | 2              | 1              | –              | –              | –              |
| 6.   | Michael Liendl     | Osterreich     | Wolfsberger AC        | 4           | 1              | 1              | 1              | 1              | –              | –              |
| 6.   | Markus Rusek       | Osterreich     | SK Austria Klagenfurt | 4           | 1              | 2              | 0              | 1              | –              | –              |
| 6.   | Taxiarchis Foundas | Griechenland   | SK Rapid Wien         | 4           | 3              | 0              | 1              | –              | –              | –              |
|      |                    |                |                       | Endstand    |                |                |                |                |                |                |